# تشاوتشيلا (كاليفورنيا)
تشاوتشيلا (بالإنجليزية: Chowchilla)‏ هي إحدى مدن مقاطعة ماديرا، كاليفورنيا. تم إعطاءها لقب مدينة في 7 فبراير، 1923.

## التركيبة السكانية
حدّد مكتب تعداد الولايات المتحدة بيانات التركيبة السكانية لتشاوتشيلا في تعداد الولايات المتحدة. في ما يلي، التركيبة السكانية حسب تعدادي 2000 و2010.

### تعداد عام 2000
بلغ عدد سكان تشاوتشيلا 11,127 نسمة بحسب تعداد عام 2000، وبلغ عدد الأسر 2,562 أسرة وعدد العائلات 1,909 عائلة مقيمة في المدينة. في حين سجلت الكثافة السكانية 386 نسمة لكل كيلومتر مربع (999.7/ميل2). وبلغ عدد الوحدات السكنية 2,711 وحدة بمتوسط كثافة قدره 94 لكل كيلومتر مربع (243.5/ميل2).
وتوزع التركيب العرقي للمدينة بنسبة 63.46% من البيض و10.26% من الأمريكيين الأفارقة و2.60% من الأمريكيين الأصليين و1.32% من الأمريكيين ذوي الأصول الآسيوية و0.26% من سكان جزر المحيط الهادئ و16.16% من الأعراق الأخرى و5.94% من عرقين مختلطين أو أكثر و28.20% من الهسبانيون أو اللاتينيون من أي عرق.
بلغ عدد الأسر 2,562 أسرة كانت نسبة 45.1% منها لديها أطفال تحت سن الثامنة عشر تعيش معهم، وبلغت نسبة الأزواج القاطنين مع بعضهم البعض 55.3% من أصل المجموع الكلي للأسر، ونسبة 13.2% من الأسر كان لديها معيلات من الإناث دون وجود شريك، بينما كانت نسبة 6% من الأسر لديها معيلون من الذكور دون وجود شريكة وكانت نسبة 25.5% من غير العائلات. تألفت نسبة 21.9% من أصل جميع الأسر من عدة أفراد يعيشون في نفس المنزل ونسبة 12.6% كانت تتألف من شخص يعيش بمفرده يبلغ من العمر 65 عاماً أو أكثر. وبلغ متوسط حجم الأسرة المعيشية 2.94، أما متوسط حجم العائلات فبلغ 3.42.
بلغ العمر الوسطي للسكان 34.1 عاماً. وكانت نسبة 22.2% من القاطنين تحت سن الثامنة عشر، وكانت نسبة 6.3% بين الثامنة عشر والرابعة والعشرين عاماً، ونسبة 18.5% كانت واقعةً في الفئة العمرية ما بين الخامسة والعشرين والرابعة والأربعين عاماً، ونسبة 12.2% كانت ما بين الخامسة والأربعين والرابعة والستين، ونسبة 8.5% كانت ضمن فئة الخامسة والستين عاماً فما فوق. يوجد لكل 100 أنثى 97.2 ذكر، ويوجد لكل 100 أنثى في الثامنة عشر من عمرها فما فوق 91.2 ذكر.
بلغ متوسط دخل الأسرة في المدينة 30,729 دولارًا، أما متوسط دخل العائلة فبلغ 35,741 دولارًا. وكان متوسط دخل الذكور 32,306 دولارًا مقابل 20,538 دولارًا للإناث. وسجل دخل الفرد الخاص بالمدينة 11,927 دولارًا. وكانت نسبة 16.5% من العائلات ونسبة 19.2% من السكان تحت خط الفقر، وكان من هؤلاء نسبة 27.3% تحت سن الثامنة عشر ونسبة 7.6% في الخامسة والستين من العمر وما فوق.

### تعداد عام 2010
بلغ عدد سكان تشاوتشيلا 18,720 نسمة بحسب تعداد عام 2010، وبلغ عدد الأسر 3,673 أسرة وعدد العائلات 2,778 عائلة مقيمة في المدينة. في حين سجلت الكثافة السكانية 649.3 نسمة لكل كيلومتر مربع (1,681.7/ميل2). وبلغ عدد الوحدات السكنية 4,154 وحدة بمتوسط كثافة قدره 144.1 لكل كيلومتر مربع (373.2/ميل2).
وتوزع التركيب العرقي للمدينة بنسبة 61.61% من البيض و12.60% من الأمريكيين الأفارقة و2.01% من الأمريكيين الأصليين و2.11% من الأمريكيين ذوي الأصول الآسيوية و0.20% من سكان جزر المحيط الهادئ و17.70% من الأعراق الأخرى و3.78% من عرقين مختلطين أو أكثر و37.78% من الهسبانيون أو اللاتينيون من أي عرق.
بلغ عدد الأسر 3,673 أسرة كانت نسبة 46.1% منها لديها أطفال تحت سن الثامنة عشر تعيش معهم، وبلغت نسبة الأزواج القاطنين مع بعضهم البعض 52.6% من أصل المجموع الكلي للأسر، ونسبة 16% من الأسر كان لديها معيلات من الإناث دون وجود شريك، بينما كانت نسبة 7.1% من الأسر لديها معيلون من الذكور دون وجود شريكة وكانت نسبة 24.4% من غير العائلات. تألفت نسبة 19.6% من أصل جميع الأسر من عدة أفراد يعيشون في نفس المنزل ونسبة 8% كانت تتألف من شخص يعيش بمفرده يبلغ من العمر 65 عاماً أو أكثر. وبلغ متوسط حجم الأسرة المعيشية 3.08، أما متوسط حجم العائلات فبلغ 3.52.
بلغ العمر الوسطي للسكان 34.7 عاماً. وكانت نسبة 19.1% من القاطنين تحت سن الثامنة عشر، وكانت نسبة 10.9% بين الثامنة عشر والرابعة والعشرين عاماً، ونسبة 39.2% كانت واقعةً في الفئة العمرية ما بين الخامسة والعشرين والرابعة والأربعين عاماً، ونسبة 23.7% كانت ما بين الخامسة والأربعين والرابعة والستين، ونسبة 7% كانت ضمن فئة الخامسة والستين عاماً فما فوق. وتوزع التركيب الجنسي للسكان بنسبة 29.9% ذكور و70.1% إناث.

## المناخ
يظهر الجدول التالي التغييرات المناخية على مدار السنة لتشاوتشيلا:
| البيانات المناخية لـتشاوتشيلا     | البيانات المناخية لـتشاوتشيلا | البيانات المناخية لـتشاوتشيلا | البيانات المناخية لـتشاوتشيلا | البيانات المناخية لـتشاوتشيلا | البيانات المناخية لـتشاوتشيلا | البيانات المناخية لـتشاوتشيلا | البيانات المناخية لـتشاوتشيلا | البيانات المناخية لـتشاوتشيلا | البيانات المناخية لـتشاوتشيلا | البيانات المناخية لـتشاوتشيلا | البيانات المناخية لـتشاوتشيلا | البيانات المناخية لـتشاوتشيلا | البيانات المناخية لـتشاوتشيلا |
| الشهر                             | يناير                         | فبراير                        | مارس                          | أبريل                         | مايو                          | يونيو                         | يوليو                         | أغسطس                         | سبتمبر                        | أكتوبر                        | نوفمبر                        | ديسمبر                        | المعدل السنوي                 |
| --------------------------------- | ----------------------------- | ----------------------------- | ----------------------------- | ----------------------------- | ----------------------------- | ----------------------------- | ----------------------------- | ----------------------------- | ----------------------------- | ----------------------------- | ----------------------------- | ----------------------------- | ----------------------------- |
| الدرجة القصوى °ف (°م)             | 79 (26)                       | 79 (26)                       | 90 (32)                       | 98 (37)                       | 107 (42)                      | 115 (46)                      | 116 (47)                      | 112 (44)                      | 115 (46)                      | 101 (38)                      | 92 (33)                       | 75 (24)                       | 116 (47)                      |
| متوسط درجة الحرارة الكبرى °ف (°م) | 60.7 (15.9)                   | 64.8 (18.2)                   | 69.8 (21.0)                   | 74.0 (23.3)                   | 82.5 (28.1)                   | 90.7 (32.6)                   | 95.7 (35.4)                   | 94.8 (34.9)                   | 90.4 (32.4)                   | 81.9 (27.7)                   | 69.4 (20.8)                   | 70.5 (21.4)                   | 81.4 (27.4)                   |
| متوسط درجة الحرارة الصغرى °ف (°م) | 41.4 (5.2)                    | 43.6 (6.4)                    | 46.2 (7.9)                    | 48.9 (9.4)                    | 54.2 (12.3)                   | 60.1 (15.6)                   | 64.8 (18.2)                   | 63.6 (17.6)                   | 60.4 (15.8)                   | 53.0 (11.7)                   | 45.9 (7.7)                    | 40.8 (4.9)                    | 48.4 (9.1)                    |
| أدنى درجة حرارة °ف (°م)           | 15 (−9)                       | 21 (−6)                       | 24 (−4)                       | 29 (−2)                       | 33 (1)                        | 38 (3)                        | 42 (6)                        | 39 (4)                        | 34 (1)                        | 24 (−4)                       | 23 (−5)                       | 18 (−8)                       | 15 (−9)                       |
| الهطول إنش (مم)                   | 3.66 (93)                     | 3.34 (85)                     | 2.81 (71)                     | 1.42 (36)                     | 0.85 (22)                     | 0.24 (6.1)                    | 0.12 (3.0)                    | 0.00 (0.00)                   | 0.24 (6.1)                    | 0.98 (25)                     | 1.77 (45)                     | 3.33 (85)                     | 19.0 (480)                    |
| المصدر:                           |                               |                               |                               |                               |                               |                               |                               |                               |                               |                               |                               |                               |                               |

## أعلام
- جيمس كاري
- كارول م. بوندي
- سوزان اتكينز
- رونالد مور